# Campeonato Mundial de Sóftbol Femenino de 2006
El Campeonato Mundial de Sóftbol Femenino de 2006 se celebró del 27 de agosto al 5 de septiembre de 2006 en la ciudad de Pekín, China. Por sexta vez consecutiva, el equipo de los Estados Unidos ganó el título, con una victoria 3-0 sobre Japón. Los cuatro primeros equipos obtuvieron el derecho a competir en los Juegos Olímpicos de Pekín 2008. Dado que China llegó en el cuarto puesto, se autorizó al quinto puesto a clasificar a esa competencia.

## Primera ronda

### Grupo A
27 de agosto de 2006
| CHN | 10–0 | GBR |
| RSA | 0–3  | PRK |
| NZL | 0–9  | CAN |
| EUA | 6–1  | ITA |

28 de agosto de 2006
| EUA | 7–0 | PRK |
| CAN | 5–1 | GBR |
| RSA | 0–2 | NZL |
| CHN | 3–1 | ITA |

29 de agosto，2006
| CHN | 2–0 | PRK |
| GBR | 4–0 | RSA |
| CAN | 0–4 | USA |
| NZL | 1–0 | ITA |

30 de agosto，2006
| CHN | 6–0 | NZL |
| USA | 7–0 | GBR |
| RSA | 2–6 | ITA |
| CAN | 2–0 | PRK |

31 de agosto，2006
| CHN | 12–0 | RSA |
| ITA | 0–1  | CAN |
| USA | 15–0 | NZL |
| GBR | 1–0  | PRK |

1 de septiembre，2006
| CAN | 12–0 | RSA |
| GBR | 2–1  | NZL |
| ITA | 1–0  | PRK |
| CHN | 0–2  | USA |

2 de septiembre，2006
| PRK | 0–4  | NZL |
| ITA | 3–0  | GBR |
| CHN | 1–0  | CAN |
| USA | 10–0 | RSA |

| País            | GP | W | L | RS | RA |
| --------------- | -- | - | - | -- | -- |
| Estados Unidos  | 7  | 7 | 0 | 51 | 1  |
| China           | 7  | 6 | 1 | 34 | 3  |
| Canadá          | 7  | 5 | 2 | 29 | 6  |
| Italia          | 7  | 3 | 4 | 12 | 13 |
| Nueva Zelanda   | 7  | 3 | 4 | 8  | 32 |
| Gran Bretaña    | 7  | 3 | 4 | 8  | 26 |
| Corea del Norte | 7  | 1 | 6 | 3  | 17 |
| Sudáfrica       | 7  | 0 | 7 | 2  | 49 |

Italia clasificada por mayor número de carreras anotadas.

### Grupo B
27 de agosto，2006
| JAP | 3–0  | TPE |
| BOT | 7–0  | COL |
| AUS | 5–1  | GRE |
| VEN | 10–6 | NED |

28 de agosto，2006
| GRE | 8–0 | BOT |
| COL | 0–7 | AUS |
| JAP | 7–1 | VEN |
| TPE | 7–0 | NED |

29 de agosto，2006
| JAP | 3–2  | GRE |
| BOT | 0–11 | NED |
| COL | 0–7  | VEN |
| AUS | 9–0  | TPE |

30 de agosto，2006
| JAP | 10–0 | NED |
| AUS | 9–0  | BOT |
| COL | 0–7  | GRE |
| TPE | 2–3  | VEN |

31 de agosto，2006
| JAP | 16–0 | BOT |
| NED | 0–5  | GRE |
| VEN | 0–9  | AUS |
| TPE | 7–0  | COL |

1 de septiembre，2006
| COL | 0–7  | NED |
| BOT | 0–11 | TPE |
| AUS | 1–2  | JAP |
| VEN | 3–1  | GRE |

2 de septiembre，2006
| JAP | 7–0  | COL |
| BOT | 0–15 | VEN |
| TPE | 8–6  | GRE |
| NED | 4–2  | AUS |

|           | GP | W | L | RS | RA |
| --------- | -- | - | - | -- | -- |
| Japón     | 7  | 7 | 0 | 48 | 4  |
| Australia | 7  | 5 | 2 | 42 | 7  |
| Venezuela | 7  | 5 | 2 | 39 | 25 |
| Taiwán    | 7  | 4 | 3 | 35 | 21 |
| Grecia    | 7  | 3 | 4 | 30 | 19 |
| Holanda   | 7  | 3 | 4 | 28 | 34 |
| Botsuana  | 7  | 1 | 6 | 7  | 70 |
| Colombia  | 7  | 0 | 7 | 0  | 49 |

Colombia perdió sus juegos por forfait.

## Segunda ronda

### Semifinal A
Se disputó el 3 de septiembre
| Estados Unidos | 11-1 | Australia |
| Japón          | 1-0  | China     |
| Canadá         | 3-2  | Taiwán    |
| Venezuela      | 1-2  | Italia    |

Taiwan y Venezuela eliminados.

### Semifinal B
Se disputó el 4 de septiembre
| Canadá | 2-7 | Australia |
| Italia | 1-9 | China     |

Canadá e Italia se disputan el quinto puesto.

### Partido por el quinto puesto
| Canadá | 3-0 | Italia |

Canada obtiene la quinta plaza  y clasifica a los Juegos Olímpicos de 2008.

### Ronda final
Disputado el 4 y el 5 de septiembre
|  | 4 de septiembre | 4 de septiembre | 4 de septiembre |   |    | Medalla de bronce | Medalla de bronce | Medalla de bronce |    |                | Medalla de oro | Medalla de oro | Medalla de oro |
|  |                 |                 |                 |   |    |                   |                   |                   |    |                |                |                |                |
|  | A1              | Estados Unidos  | 1               |   |    |                   |                   |                   |    |                |                |                |                |
|  | B1              | Japón           | 3               |   |    |                   |                   |                   |    |                | B1             | Japón          | 0              |
|  |                 |                 |                 |   | A1 | Estados Unidos    | 5                 |                   | A1 | Estados Unidos | 3              |                |                |
|  |                 | A2              | Australia       | 1 |    |                   |                   |                   |    |                |                |                |                |
|  | A2              | China           | 0               |   |    |                   |                   |                   |    |                |                |                |                |
|  | B2              | Australia       | 1               |   |    |                   |                   |                   |    |                |                |                |                |

| Estados Unidos         |
| Campeón Estados Unidos |
| Octavo título          |

## Ranking final
1. Estados Unidos
2. Japón
3. Australia
4. China
5. Canadá
6. Italia
7. Venezuela
8. Taiwán
9. Grecia
10. Gran Bretaña
11. Nueva Zelanda
12. Holanda
13. Corea del Norte
14. Botsuana
15. Sudáfrica
16. Colombia